# Canzone all'antica/Pè 'nu raggio 'e luna
Canzone all'antica/Pè 'nu raggio 'e luna, pubblicato nel 1960, è un singolo del cantante italiano Mario Trevi.

## Storia
Il disco presenta il brano Canzone all'antica, presentato da Trevi e Franca Raimondi al Festival di Napoli 1960 e la cover del brano Sti mmane, presentato da Nunzio Gallo e Flo Sandon's alla stessa edizione.

## Tracce
Lato A
- Canzone all'antica (Gaetani-Minervini)

Lato B
- Sti mmane (Belfiore-Festa)

## Incisioni
Il singolo fu inciso su 45 giri, con marchio Durium- serie Royal (QCN 1111). 
Direzione arrangiamenti: M° Beppe Mojetta